# Tetraulax lateraloides
Tetraulax lateraloides  es una especie de escarabajo de la familia Cerambycidae. Fue descrita por Stephan von Breuning en 1948. Se encuentra en Camerún y en Costa de Marfil.